# Acinia reticulata
Acinia reticulata es una especie de insecto del género Acinia de la familia Tephritidae del orden Diptera.

## Historia
Aczel la describió científicamente por primera vez en el año 1958.